# دایهاتسو اپلاز
دایهاتسو اپلاز (Daihatsu Applause) خودرویی است که در سال‌های ۱۹۸۹ تا ۲۰۰۰تولید شده‌است. سیستم جعبه‌دندهٔ آن ۴ دنده به دو صورت خودکار و دستی است.